# Брискі-Кольонія
Брискі-Кольонія (пол. Bryski-Kolonia) — село в Польщі, у гміні Ґура-Свентей-Малґожати Ленчицького повіту Лодзинського воєводства.
Населення — 147 осіб (2011).
У 1975-1998 роках село належало до Плоцького воєводства.

## Демографія
Демографічна структура станом на 31 березня 2011 року:
|          | Загалом | Допрацездатний вік | Працездатний вік | Постпрацездатний вік |
| -------- | ------- | ------------------ | ---------------- | -------------------- |
| Чоловіки | 75      | 24                 | 40               | 11                   |
| Жінки    | 72      | 13                 | 37               | 22                   |
| Разом    | 147     | 37                 | 77               | 33                   |